# Bitwa pod Glen Shiel
Bitwa pod Glen Shiel – starcie zbrojne, które miało miejsce 10 czerwca 1719 roku.
Rok 1719 jest nazywany w historii Szkocji "Małym powstaniem". W roku tym niewielkie siły hiszpańskie (zaledwie 300 żołnierzy) wylądowały pod Lochalsh w celu wywołania nowego powstania wśród szkockich górali. Jedyna bitwa tego powstania odbyła się pod Glen Shiel.

## Wstęp
Plan powstania przewidywał, że w Szkocji wylądują niewielkie siły hiszpańskie pod wodzą George’a Keitha w celu wywołania powstania na wyżynach szkockich Highlands, natomiast główny desant ok. 7000 ludzi pod wodzą Jamesa Butlera, diuka Ormond, pozostającego na hiszpańskiej służbie, wyląduje w południowo-wschodniej Anglii lub Walii. Połączone działania tych sił miały doprowadzić do obalenia dynastii hanowerskiej i wyniesienia na tron Jakuba III Stuarta. Lądowanie głównych sił nie doszło do skutku, wskutek huraganu, który rozproszył flotę hiszpańską i uszkodził wiele statków, co spowodowało, że powstanie w Szkocji z góry skazane było na porażkę. Mimo to 13 kwietnia 1719 roku grupa George’a Keitha wylądowała pod Lochalsh, górale jednak niespecjalnie chętnie przyłączali się do niego. Keith, nie mogąc podjąć marszu na Inverness, założył swą kwaterę na zamku Eilean Donan. Ostatecznie do powstania przyłączyło się kilkuset górali, w tym ludzie z klanu Cameron, klan MacKenzie, klan MacRae, oraz Robert Roy Macgregor i część klanu MacGregor. Kilka dni później większość sił jakobickich pod dowództwem Johna Camerona z Lohiel, naczelnika klanu Cameron oraz lorda George’a Murraya ruszyłą w celu zajęcia Inverness i pozyskania nowych zwolenników na północy. Na zamku pozostała tylko niewielka załoga (40-50 osób).

## Upadek Eilean Donan
Na początku maja Royal Navy wysłała 5 okrętów w celu patrolowania okolic zachodniego wybrzeża Szkocji: 2 koło wyspy Skye, zaś 3 w okolice Lochalsh. 10 maja te 3 okręty: "HMS Worcester", "HMS Flamborough" i "HMS Enterprise" zakotwiczyły w okolicach zamku Eilean Donan, gdzie znajdowała się baza sił hiszpańskich. Początkowo Brytyjczycy wysłali łódź pod białą flagą w celu rozpoczęcia negocjacji – odpowiedzią był hiszpański ogień. Następnego dnia okręty brytyjskie rozpoczęły bombardowanie zamku, a następnie wieczorem przy niewielkim oporze zdobyto go. Do niewoli wzięto: irlandzkiego kapitana, hiszpańskiego porucznika, sierżanta, jednego szkockiego rebelianta i 39 hiszpańskich żołnierzy.

## Glen Shiel
5 czerwca siły złożone z angielskich i szkockich żołnierzy pod dowództwem generała Josepha Wightmana ruszyły z Inverness w celu zablokowania pochodu rebeliantów. Spotkanie nastąpiło pod Glen Shiel. Hiszpanie zajęli szczyt jednego ze wzgórz, szkoccy jakobici zaś zamontowali barykady po obu stronach od pozycji hiszpańskich.
Starcie rozpoczęło się pomiędzy 5 i 6 wieczorem, gdy lewe skrzydło wojsk rządowych ruszyło na pozycje George’a Murraya. Po początkowym ostrzale z moździerzy ruszyła piechota rządowa wspierana przez klan Munro. Po początkowym oporze ludzie Murraya, którzy nie otrzymali żadnego wsparcia, zaczęli się wycofywać. Wtedy Wightman rozkazał ruszyć swemu prawemu skrzydłu na jakobickie lewe. Jakobci zajmowali tam silną pozycję wśród skał, otrzymali też wsparcie od Rob Roya MacGregora i ludzi z jego klanu. Jednakże gdy Rob Roy został poważnie ranny, jego ludzie opuścili pole bitwy, by go ratować. Za nimi poszły inne klany i ostatecznie lewe skrzydło jakobickie również się załamało. Hiszpańscy żołnierze w centrum początkowo utrzymywali pozycję, ale po ucieczce swoich szkockich sojuszników również i oni zwinęli szyki. O 9 wieczorem poddali się Brytyjczykom. Szkoccy jakobici rozproszyli się w górach, chroniąc we mgle przed schwytaniem i powieszeniem jako buntownicy. Powstanie zakończyło się.